# Gotalovo
Gotalovo je selo u Prekodravlju, u općini Gola. Nastalo je u 19. stoljeću kada su ga naselili stanovnici iz susjednog sela Trčkovec koji je razorila Drava.
Poštanski pripada uredu 48331 Gola.

## Stanovništvo
| broj stanovnika | 454   | 515   | 629   | 729   | 761   | 826   | 880   | 839   | 815   | 798   | 733   | 629   | 572   | 478   | 404   | 344   | 281   |
|                 | 1857. | 1869. | 1880. | 1890. | 1900. | 1910. | 1921. | 1931. | 1948. | 1953. | 1961. | 1971. | 1981. | 1991. | 2001. | 2011. | 2021. |

## Šport
- NK GOŠK Gotalovo
- ŠRK Šaran Gotalovo

## Udruge
- DVD Gotalovo

## Unutarnje poveznice
- Gola